# キナタイ マニラ・アンダーグラウンド
『キナタイ マニラ・アンダーグラウンド』（Kinatay）は、フィリピン＝フランス合作のドラマ映画。監督はブリランテ・メンドーサ。
恋人や赤ん坊のために犯罪に手を染める警察学校の学生の物語である。題名の「Kinatay」は屠殺を意味する。娼婦による代行殺人が行われ、遺体切断などの猟奇的なシーンを有するため、フィリピン国内では商業上映が不可能となっている。

## 出演者
- ココ・マルティン : ペピン
- ジョン・レガラ（英語版） : サルジェ
- マリア・イサベル・ロペス（英語版） : マドンナ/ジーナ
- ジュリオ・ディアス（英語版） : ビック/カップ
- ジョン・イラリオ（英語版） : アビョン
- メルセデス・カブラル（英語版） : セシル

## 製作・公開
2000年代前半のフィリピン映画は年間製作本数が激減するなどして瀕死の状態だったが、打開策として2005年にシネマラヤ・インディペンデント映画祭が初開催され、社会性に富んだ独立系作品が多数制作されるようになった。この映画祭をきっかけとして国際的な評価を高めた監督にブリランテ・メンドーサがおり、2008年の『Serbis』はフィリピン映画として初めてカンヌ国際映画祭に正式出品されている。メンドーサ監督が『Serbis』に続いて製作したのが『キナタイ マニラ・アンダーグラウンド』である。メンドーサ監督はこの作品が実話に基づいているとしている。
2009年5月17日の第62回カンヌ国際映画祭でプレミア上映され、メンドーサが監督賞を受賞した。カンヌ国際映画祭で監督賞を受賞した初のフィリピン映画である。。2009年のシネマラヤ・インディペンデント映画祭でも上映されている。2009年9月23日にフィリピンで劇場公開された。日本では熱帯美術館が配給し、2011年8月13日に「三大映画祭週間」の一環で劇場公開された。

## 評価
映画レビューサイトのRotten Tomatoesでは、71%の支持を受けており、レーティングは10点満点で5.9点である。
この作品に対する評論家の評価はさまざまである。ドイツの映画サイトであるKino Zeitのカトリン・クナウトは、「残虐な場面はあるが、強く引き付けられる力強い映画である」と書いた。シカゴ・サンタイムズ紙の映画評論家であるロジャー・イーバートはこの作品を批判し、「かつて『ブラウン・バニー』をカンヌ国際映画祭史上最低の作品と書いてしまったが、ヴィンセント・ギャロ監督に謝らなければならない」（『キナタイ マニラ・アンダーグラウンド』はカンヌ史上最低の作品である）と書いた。

## 受賞とノミネート
| 年   | 映画賞                           | 部門           | 対象                     | 結果       |
| ---- | -------------------------------- | -------------- | ------------------------ | ---------- |
| 2009 | 第62回カンヌ国際映画祭           | パルム・ドール |                          | ノミネート |
| 2009 | 第62回カンヌ国際映画祭           | 監督賞         | ブリランテ・メンドーサ   | 受賞       |
| 2009 | シッチェス・カタロニア国際映画祭 | 監督賞         | ブリランテ・メンドーサ   | 受賞       |
| 2009 | シッチェス・カタロニア国際映画祭 | 作曲賞         | テレサ・バローソ         | 受賞       |
| 2010 | ガワッド・ウリアン賞             | 作品賞         |                          | 受賞       |
| 2010 | ガワッド・ウリアン賞             | 監督賞         | ブリランテ・メンドーサ   | 受賞       |
| 2010 | ガワッド・ウリアン賞             | 作曲賞         | テレサ・バローソ         | 受賞       |
| 2010 | ゴールデン・スクリーン賞         | 主演男優賞     | ココ・マルティン         | 受賞       |
| 2010 | ゴールデン・スクリーン賞         | 助演女優賞     | マリア・イサベル・ロペス | 受賞       |
| 2010 | ゴールデン・スクリーン賞         | 監督賞         | ブリランテ・メンドーサ   | 受賞       |
| 2009 | ガワッド・タングロー賞           | 助演女優賞     | マリア・イサベル・ロペス | 受賞       |
| 2009 | ガワッド・タングロー賞           | 審査委員長賞   | ココ・マルティン         | 受賞       |